# Paraves

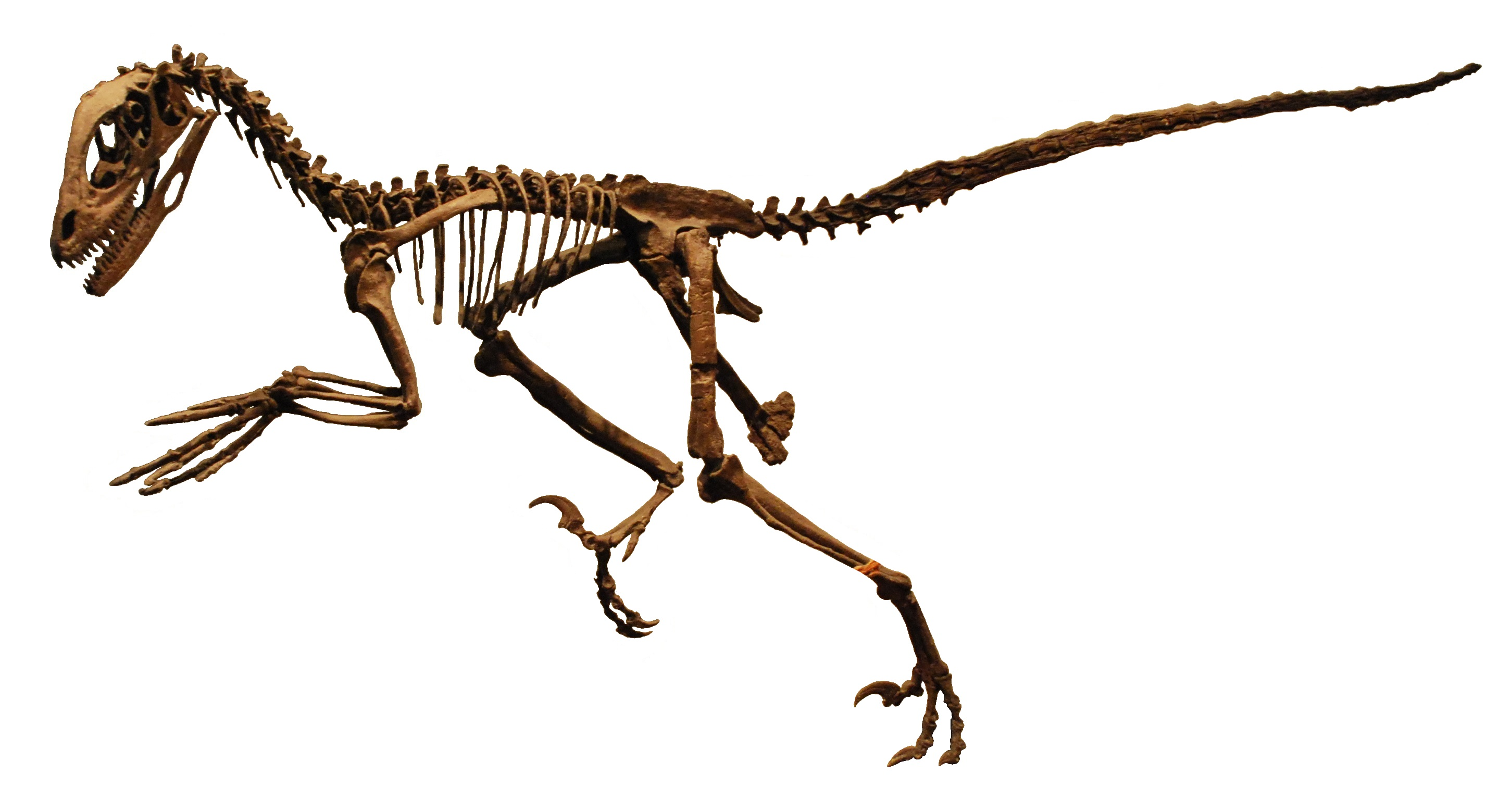
Skelet van Deinonychus

De Paraves zijn een groep theropode dinosauriërs. 
De klade werd in 1997 het eerst door Paul Sereno bedacht en door hem in 1998 gedefinieerd als: alle Maniraptora die nauwer verwant zijn aan de Neornithes dan aan Oviraptor. Holtz en Osmólska gaven in 2004 een exactere definitie, die echter materieel niet verschilt: de groep bestaande uit de huismus Passer domesticus en alle soorten nauwer verwant aan Passer dan aan Oviraptor philoceratops.
De groep bestaat voor zover bekend uit de Aves en de andere dinosauriërs die het nauwst (para) aan deze verwant zijn: de Deinonychosauria, dezelfde groepen die de bekende inhoud uitmaken van de klade Eumaniraptora; deze laatste is echter anders gedefinieerd, als nodusklade, en het is hoogst onwaarschijnlijk dat ze in werkelijkheid samenvalt met de Paraves. Sereno beschouwt Eumaniraptora als een minder nuttig begrip, maar het wordt vaker gebruikt dan zijn Paraves.
Het oudste goed bekende lid van de Paraves is Archaeopteryx; de eerste goed bekende Deinonychosauria stammen (op zijn laatst want de datering is onzeker) uit het Hauterivien van China. Nog levende Paraves zijn de vogels.